# Juan de la Dehesa Rubiano
Juan de la Dehesa Rubiano (Avilés, 8 de febrer de 1779-Madrid, 5 de novembre de 1839) va ser un polític espanyol, ministre durant la minoria d'edat d'Isabel II d'Espanya.
Era un jurista liberal asturià que va ser Fiscal de l'Audiència i  ministre de Gràcia i Justícia durant la regència de Maria Cristina de Borbó-Dues Sicilies entre febrer i juny de 1835, sota els governs de Francisco Martínez de la Rosa i el Comte de Toreno. Fou escollit senador per la província de Tarragona de 1837 a 1839.